# Баштык, Ульяна Даниловна
Ульяна (Юлианна) Даниловна Баштык (1899, село Скоморохи, Австро-Венгрия, теперь в Сокальской общине Львовской области — 1969, село Скоморохи Сокальского района Львовской области) — украинский советский деятель, новатор сельскохозяйственного производства, звеньевая и председатель колхоза имени Сталина села Скоморохи Сокальского района Львовской области. Герой Социалистического Труда (6.08.1949). Депутат Львовского областного совета. Депутат Верховного Совета УССР 3-4-го созывов.

## Биография
Родилась в семье крестьянина-бедняка Даниила Боровского. С детских лет работала внаём у помещиков и богатых крестьян. Выйдя замуж за крестьянина Петра Баштыка, работала в собственном хозяйстве, ткала полотно.
После присоединения Галиции к СССР, в 1940 году вступила в колхоз имени Сталина села Скоморохи Сокальского района Львовской области, работала звеньевой.
Во время Великой Отечественной войны работала в собственном хозяйстве. После войны — звеньевая колхоза имени Сталина села Скоморохи Сокальского района Львовской области.
6 августа 1949 года Ульяне Баштык было присвоено звание Героя Социалистического Труда с вручением ордена Ленина и медали «Золотая Звезда» за «получение урожая ржи 34 центнера с гектара на площади 20 гектаров в 1948 году».
Член ВКП(б) с 1949 года.
В феврале 1950—1957 годах — председатель колхоза имени Сталина (потом — имени Лопатина) села Скоморохи Сокальского района Львовской области. Одновременно была членом ученого совета при уполномоченном Президиума Академии наук Украинской ССР, членом ученого совета Львовского научно-природоведческого музея, избиралась делегатом Второй Всесоюзной конференции сторонников мира.
Потом — на пенсии в селе Скоморохи Сокальского района Львовской области. Умерла в ноябре 1969 года.

## Награды
- Герой Социалистического Труда (6.08.1949)
- орден Ленина (6.08.1949)
- медали